# Planchonia valida
Planchonia valida là một loài thực vật có hoa trong họ Lecythidaceae. Loài này được (Blume) Blume miêu tả khoa học đầu tiên năm 1851.